# Neobidessus confusus
Neobidessus confusus är en skalbaggsart som beskrevs av Young 1981. Neobidessus confusus ingår i släktet Neobidessus och familjen dykare. Inga underarter finns listade i Catalogue of Life.